# Charles Cameron Lees
Sir Charles Cameron Lees, KCMG (* 11. März 1837; † 28. Juli 1898) war ein britischer Kolonialbeamter, der unter anderem von 1881 bis 1884 Gouverneur der Bahamas, zwischen 1884 und 1885 Gouverneur der Leeward Islands, von 1885 bis 1889 Gouverneur von Barbados, zwischen 1889 und 1892 Gouverneur von Mauritius sowie zuletzt von 1893 bis 1895 Gouverneur von Britisch-Guayana war.

## Leben

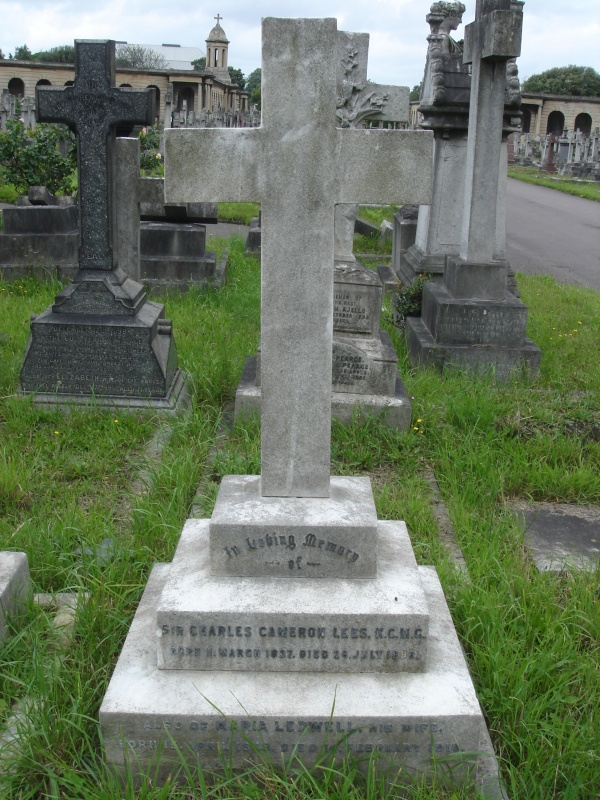
Grabstätte von Sir Charles Cameron Lees auf dem Brompton Cemetery in London.

Charles Cameron Lees war der Sohn von Sir John Campbell Lees (1796–1873), der von 1837 bis 1865 Präsident des Obersten Gerichtshofes der Bahamas (Chief Justice of the Bahamas) war. Er selbst trat nach einer Offiziersausbildung als Second Lieutenant in das 1st West India Regiment ein und wurde 1854 zum Linieninfanterieregiment 76th Regiment of Foot versetzt, wo er auch zum Lieutenant befördert wurde. 1858 wurde er zum Adjutanten des Linieninfanterieregiments 23rd Regiment of Foot ernannt und bekleidete diesen Posten bis 1864. Nachdem er 1866 als Captain aus dem aktiven militärischen Dienst geschieden war, wurde er Adjutant des Freiwilligen-Schützenregiments 3rd Derbyshire Rifle Volunteers. Er trat daraufhin in den kolonialen Verwaltungsdienst (Colonial Administrative Service) ein und war nach verschiedenen Verwendungen 1873 sowie erneut von 1874 bis 1875 kommissarischer Administrator der Kolonie Lagos, die zunächst noch Teil der Kronkolonie Sierra Leone war und daraufhin 1874 Teil der Kronkolonie Goldküste wurde. Zu dieser Zeit war er außerdem vom 30. März bis Juni 1874, zwischen dem 7. April und Dezember 1876 sowie zum dritten Mal vom 13. Mai 1878 bis Juni 1879 kommissarischer Gouverneur der Kronkolonie Goldküste, dem heutigen Ghana. Danach fungierte er zwischen 1879 und 1881 als Gouverneur der Kronkolonie Labuan, die 1890 Teil von Britisch Nord-Borneo wurde.
Nach dem Tode von Jeremiah Thomas Fitzgerald Callaghan am 9. Juli 1881 wurde Lees dessen Nachfolger als Gouverneur der Bahamas und verblieb auf diesem Posten bis Januar 1884, woraufhin Sir Henry Arthur Blake ihn ablöste. Im Rahmen der sogenannten „Birthday Honours“ wurde er am 24. Mai 1884 als Knight Commander des Order of St Michael and St George (KCMG) geadelt, so dass er fortan das Prädikat „Sir“ führte. Er selbst wiederum übernahm als Nachfolger von Sir John Hawley Glover 1884 das Amt als Gouverneur der Leeward Islands und bekleidete diesen bis 1885, woraufhin Charles Monroe Eldridge zunächst kommissarisch das Amt übernahm, ehe Jenico Preston, 14. Viscount Gormanston neuer Gouverneur wurde. 1885 wurde er Nachfolger von Sir William Robinson als Gouverneur von Barbados. Er hatte dieses Amt bis 1899 inne und wurde anschließend von Sir Walter Joseph Sendall abgelöst.
Am 21. Dezember 1889 wurde Sir Charles Cameron Lees neuer Gouverneur von Mauritius als Nachfolger von Sir John Pope Hennessy, nachdem zuvor eine Reihe von Personen wegen einer Suspendierung Hennessys sowie aus anderen Gründen den Posten kommissarisch bekleidet hatten. Zuletzt wurde er am 5. Juli 1893 zum Gouverneur von Britisch-Guayana ernannt, wo er die Nachfolge von Sir Charles Bruce antrat. Er verblieb auf diesem Posten bis September 1895 und wurde danach von Sir Cavendish Boyle abgelöst.
Charles Cameron Lees war seit 1874 mit Marie Nugent. Tochter von Sir Oliver Nugent. Nach seinem Tode wurde er auf dem Brompton Cemetery in London beigesetzt.